# Zagon, Covasna

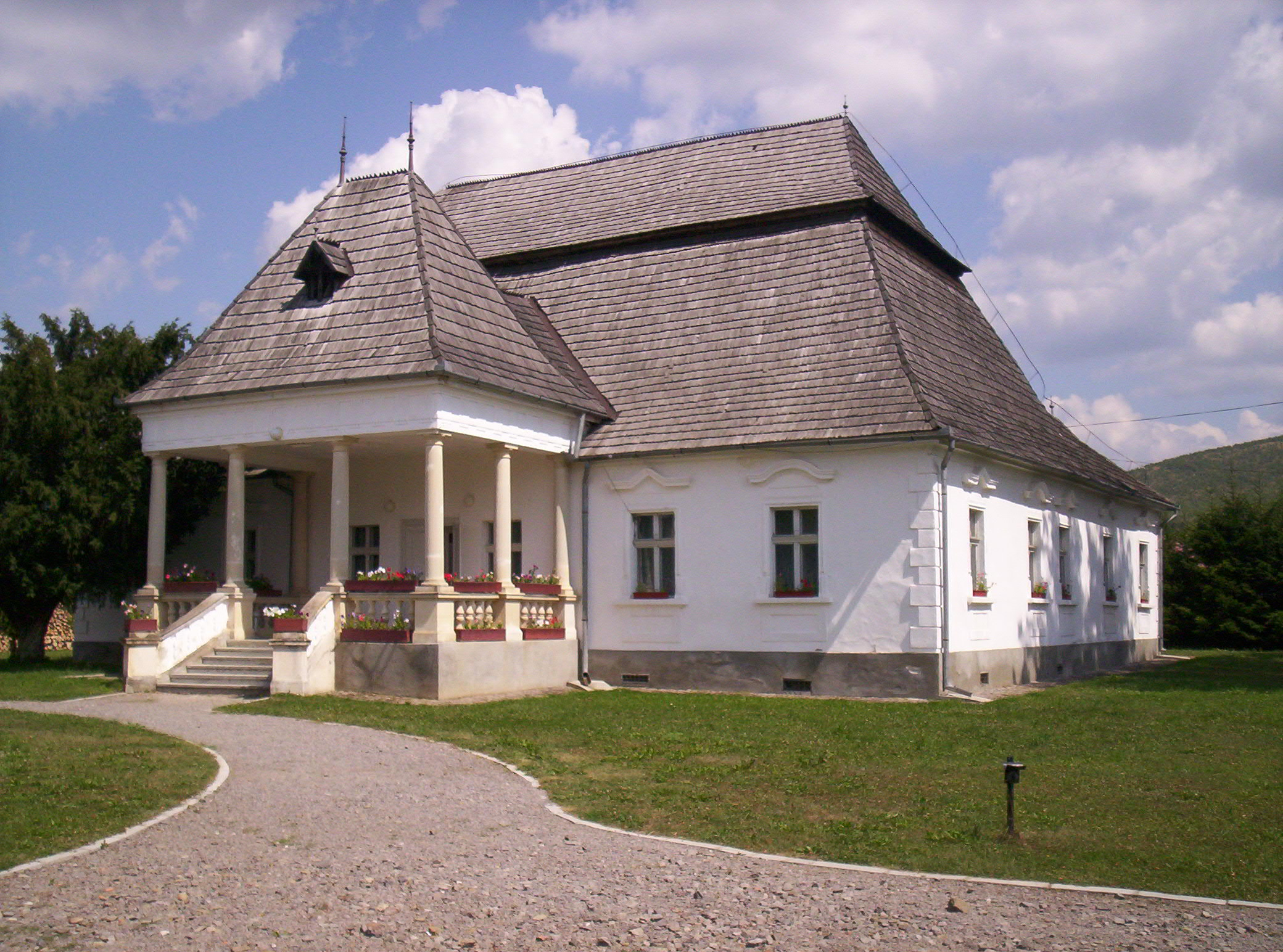
Conacul Mikes Szentkereszty din Zagon

Zagon (în maghiară Zágon) este satul de reședință al comunei cu același nume din județul Covasna, Transilvania, România. Se află în partea de sud-est a județului, în Depresiunea Târgu Secuiesc, pe Râul Zagon.

## Așezare
Localitatea Zagon este situată pe ambele maluri ale pârâului cu același nume, în partea sud-estică a județului, la o altitudine cuprinsă între 570 și 630 m, pe drumul județean ce leagă orașul Întorsura Buzăului de stațiunea Covasna.
Zagonul se află la 30 km de capitala județului, Sf. Gheorghe, și la 12 km de stațiunea Covasna.
De asemenea se află la 60 km de Brașov, cel mai mare oraș din zonă.
Localitatea este înconjurată din 3 parți de dealuri și păduri, având doar o singură intrare principală pe șosea, spre Covasna și Sf. Gheorghe / Brașov. De asemenea, din Zagon se poate ajunge la Întorsura Buzăului, pe un drum care trece dealul dinspre Sud.
Comuna Zagon cuprinde și satul Păpăuți aflat la aproximativ 6 km pe drumul spre Covasna. 
Împreună, cele 2 așezări au peste 8000 de locuitori.

## Istoric
Prima atestare documentară datează din anul 1567. În pădurea "Ceremuș-Stejeriș" din apropierea satului, a fost descoperit în anul 1877, într-un vas de lut, un depozit de bronzuri hallstattiene compus din: 8 celturi, o secure plată cu aripi, un ciocan, 18 seceri de tipul languette, un cuțit cu mâner plin, brățări etc. În anul 1888, s-a descoperit un alt depozit de bronzuri (seceri, celturi, vârfuri de lance), datat în Hallstatt B1, tot aici semnalându-se două fibule aparținând epocii romane și patru vârfuri de săgeți, o secure, două vârfuri de lance, un cuțit, toate din fier, despre care se susține că ar fi din epoca medievală timpurie. În anul 1977, la marginea localității, în surpătura unei movile s-a găsit un mormânt (sec. XI-XIII) ce conținea un schelet înhumat, cu o spadă cu două tăișuri cu mâner și un pinten.

## Economie
Agricultura este activitatea economică de bază a acestei localități, constând in cultivarea terenurilor agricole (cartof, sfeclă de zahar, cereale), exploatarea pajiștilor, creșterea animalelor, exploatarea și prelucrarea primară a lemnului și comerțul.

## Obiectiv memorial
Monumentul Eroilor Români din Primul și Al Doilea Război Mondial. Obeliscul este amplasat în fața Bisericii Ortodoxe, fiind ridicat în memoria eroilor români din cele Două Războaie Mondiale. Monumentul, cu o înălțime de 3 m, este realizat din piatră și marmură, fără gard împrejmuitor. Opera comemorativă are forma unei plăci masive, paralelipipedice, străjuită de două coloane. Deasupra se află o cruce mică, treflată, iar în față un mormânt comun. Pe placă este un înscris comemorativ: „Glorie eternă eroilor români din comuna Zagon, căzuți pe câmpurile de luptă pentru apărarea patriei“. Sub acesta sunt inscripționate numele a 31 eroi, din anii 1914-1918, precum și numele a 26 eroi, din anii 1940-1944.

## Atracții turistice
- Biserica ortodoxă cu hramul „Sfinții Arhangheli Mihail și Gavril", construită în anul 1814
- Monumentul Eroilor
- Conacul Mikes-Szentkereszty
- Excursii în împrejurimile montane, foarte pitorești

## Personalități
- Kelemen Mikes (1690-1760), scriitor
- Vilmos Csutak (1876-1936), istoric
- Ecaterina Szabo (n. 1966), gimnastă

## Imagini

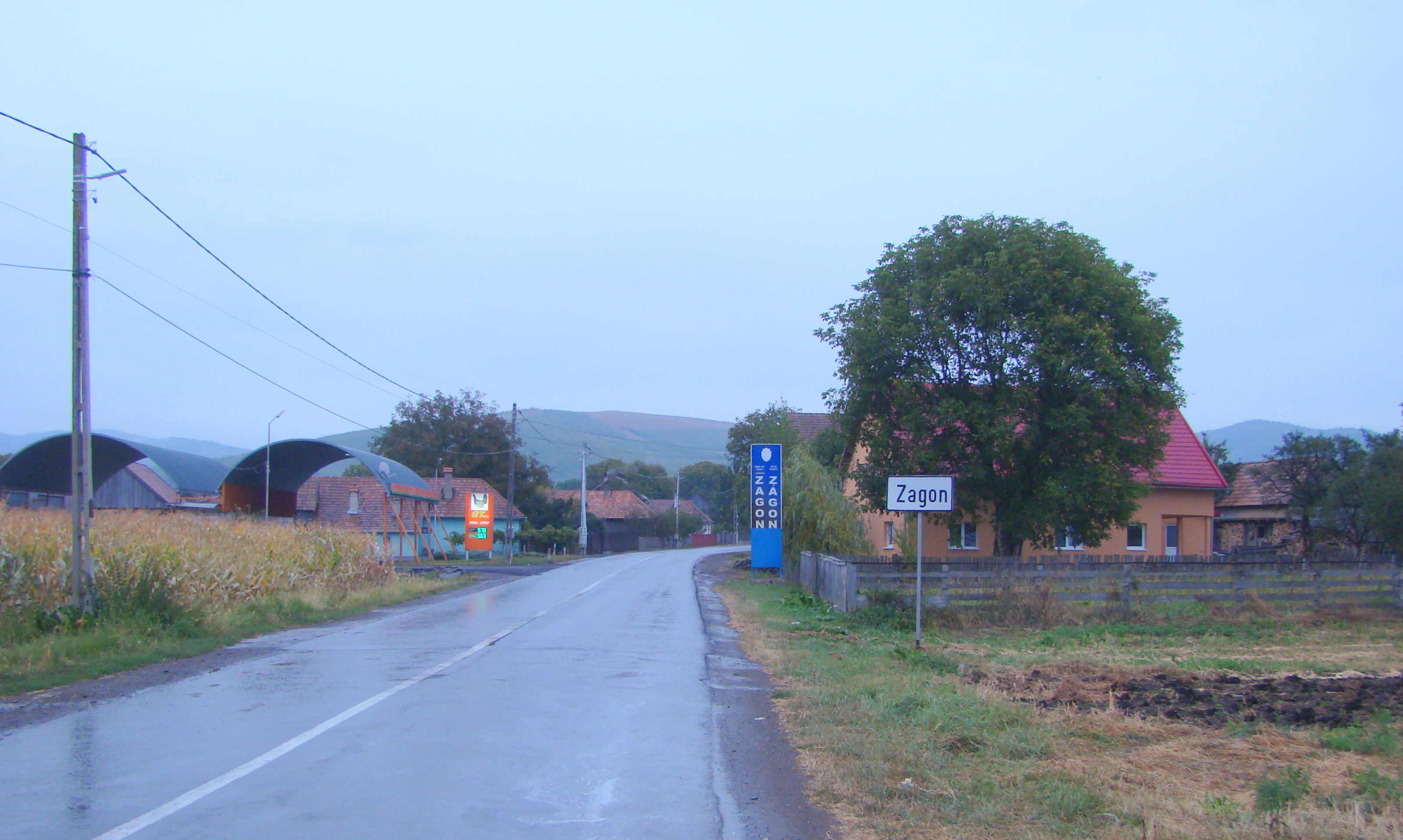
Intrarea în localitate
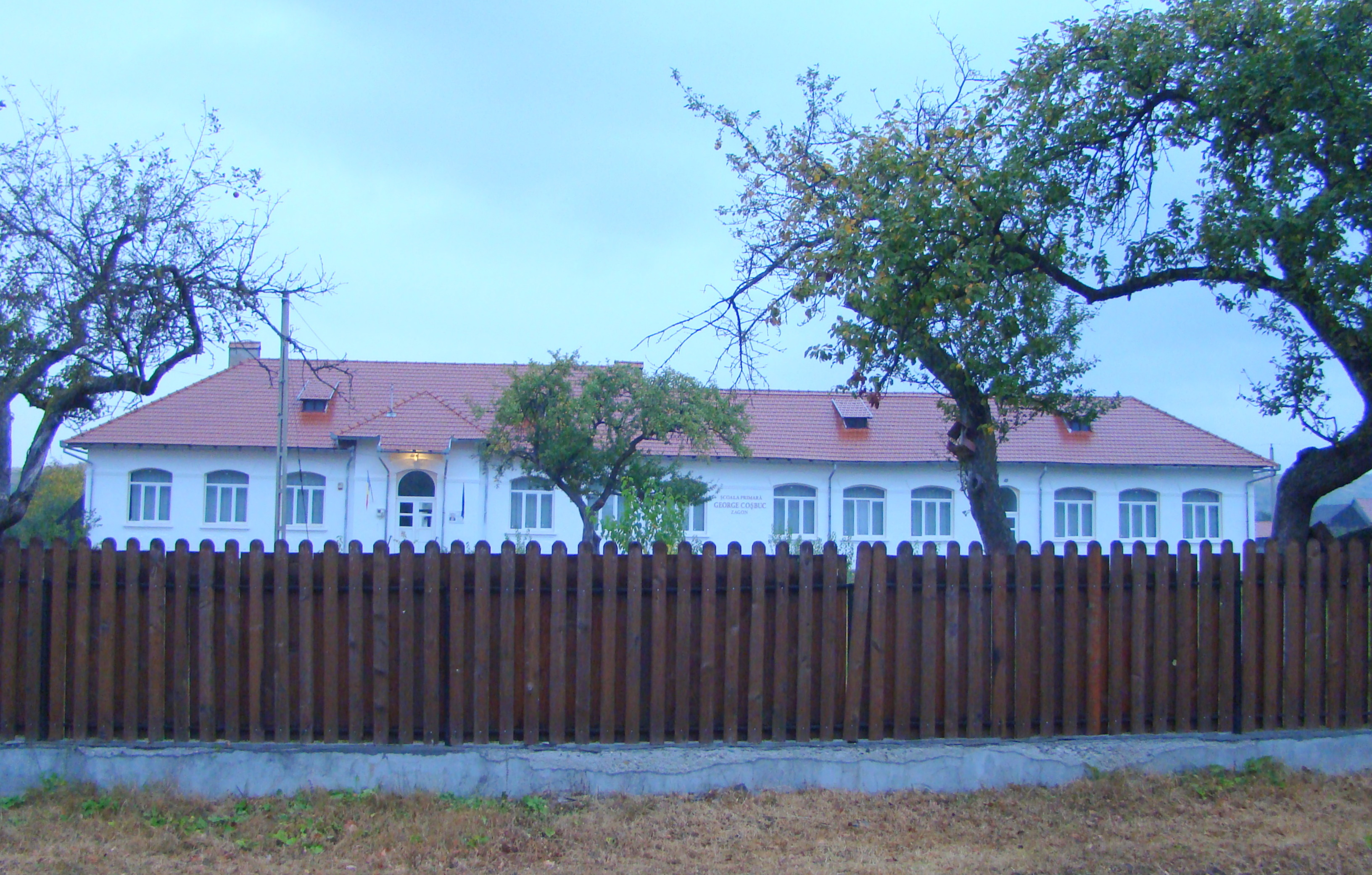
Școala „George Coşbuc”
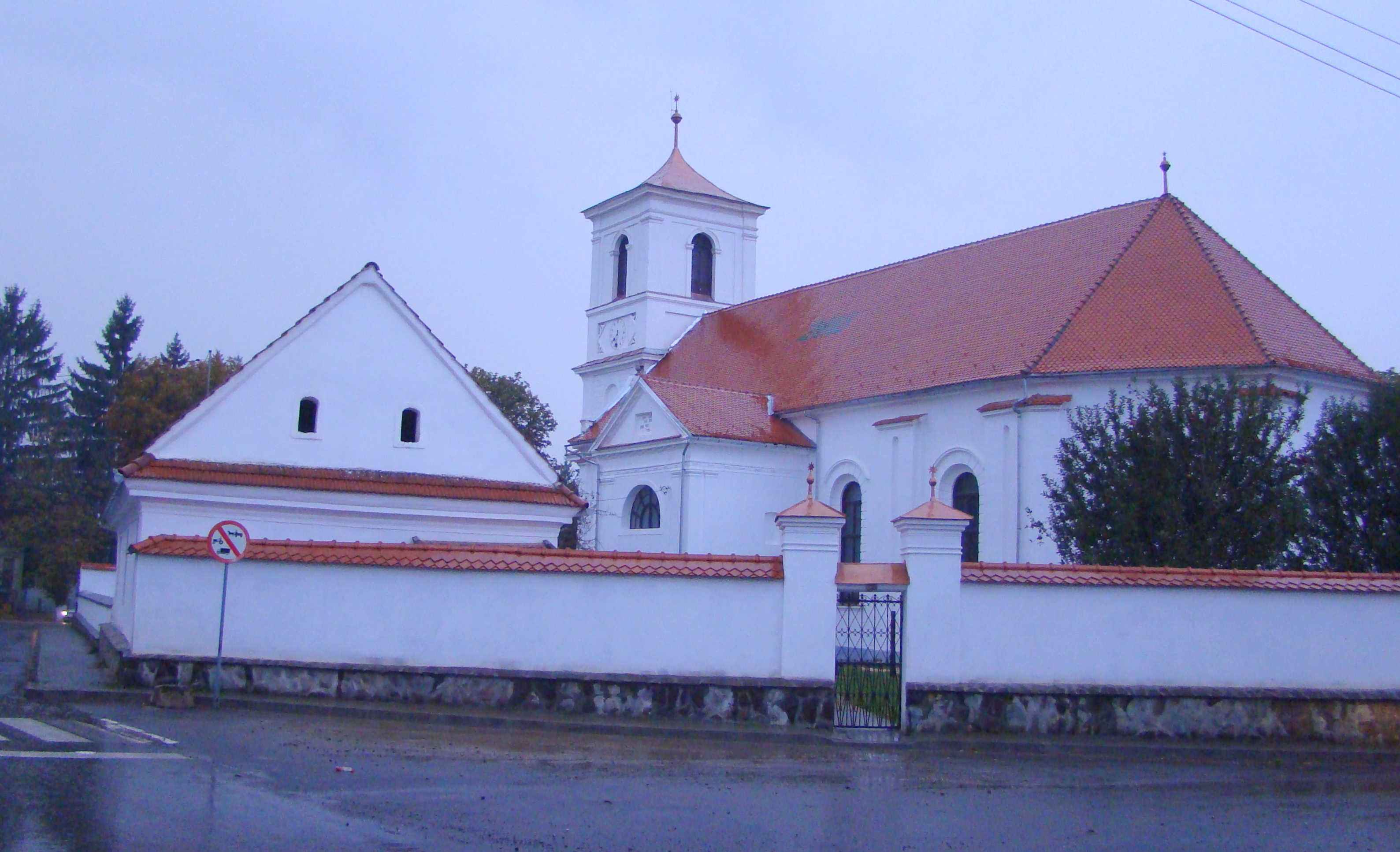
Biserica reformată
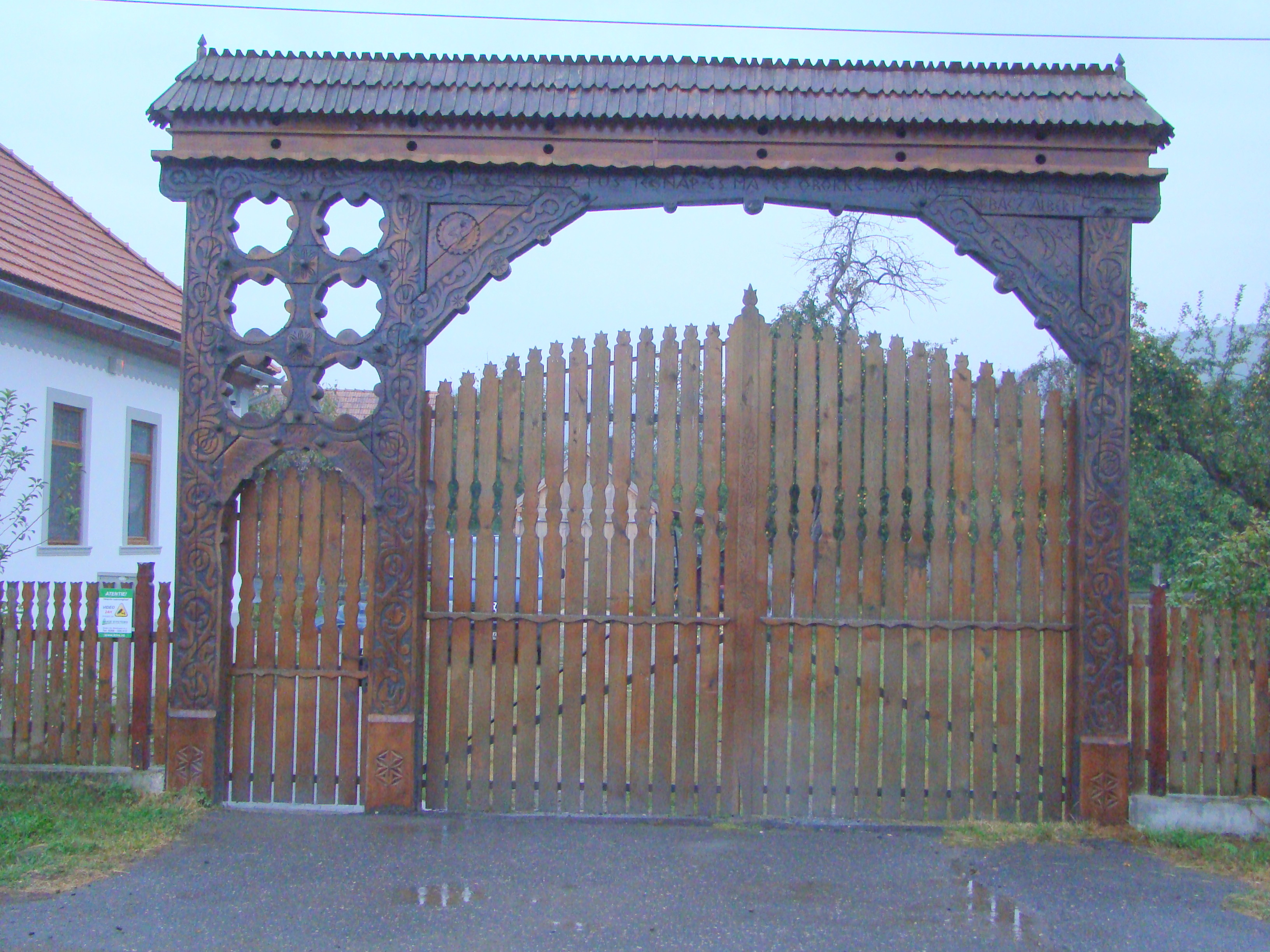
Poartă secuiască de lemn
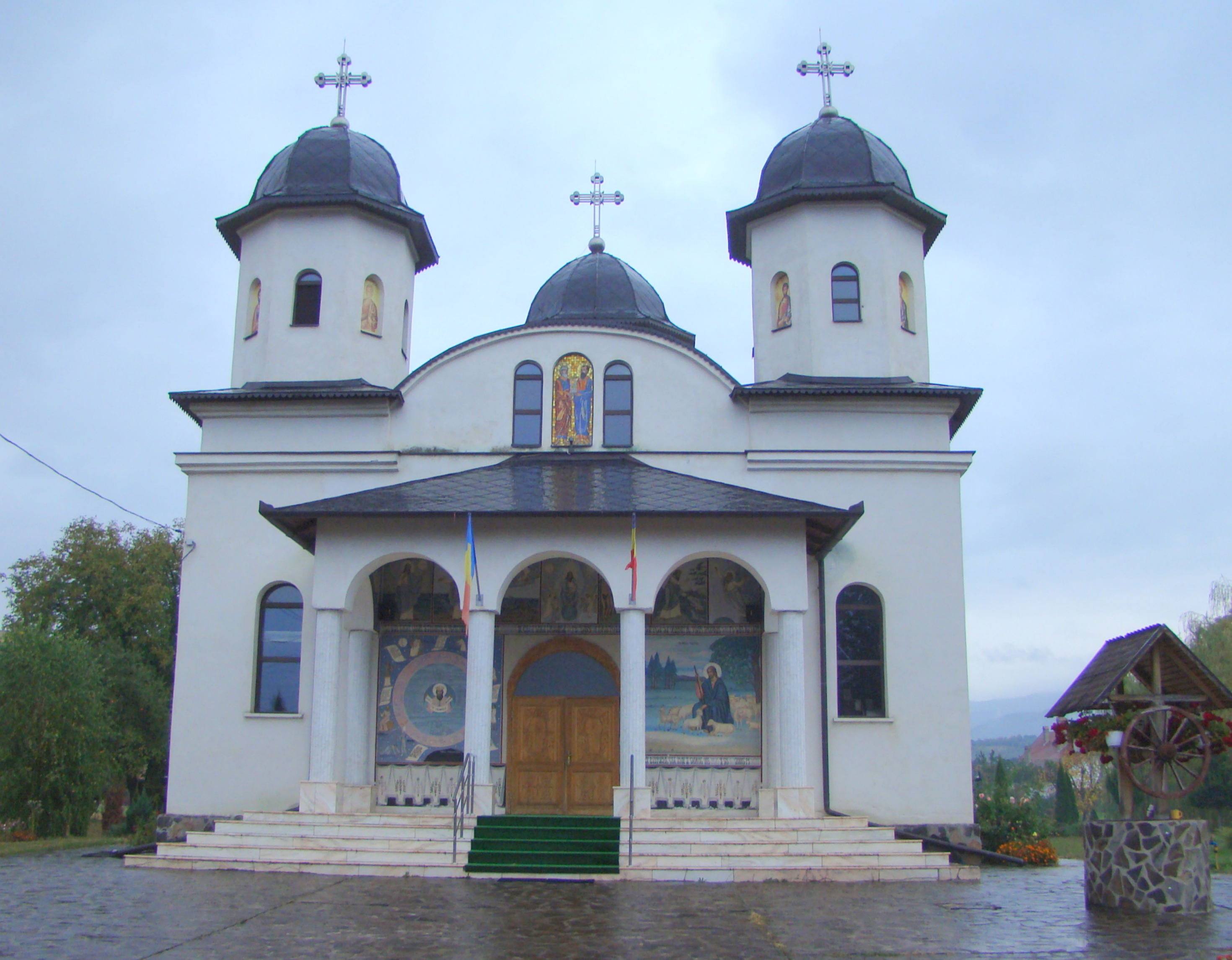
Biserica „Sfinții Apostoli Petru și Pavel”
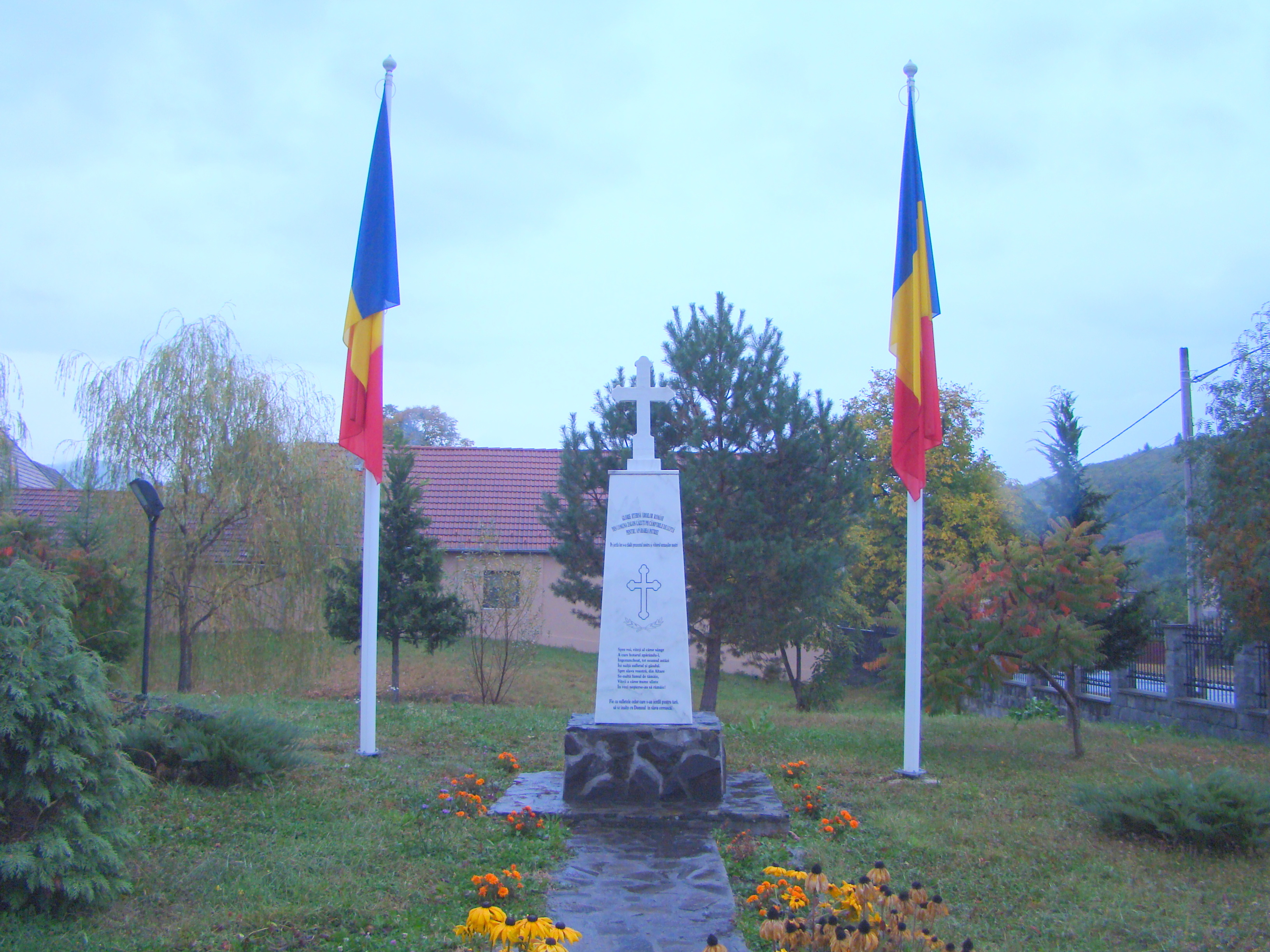
Monumentul eroilor
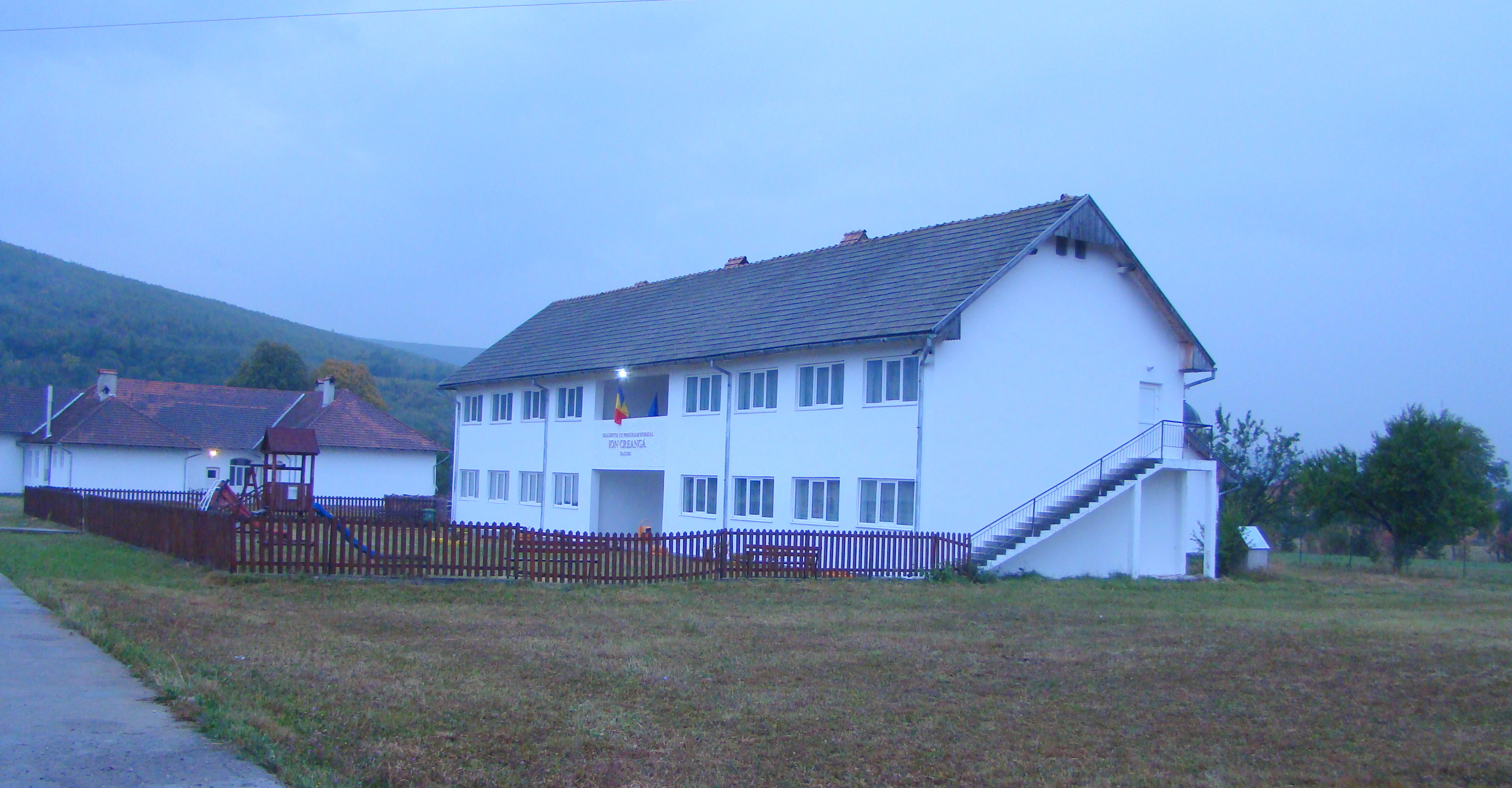
Grădiniţa „Ion Creangă”
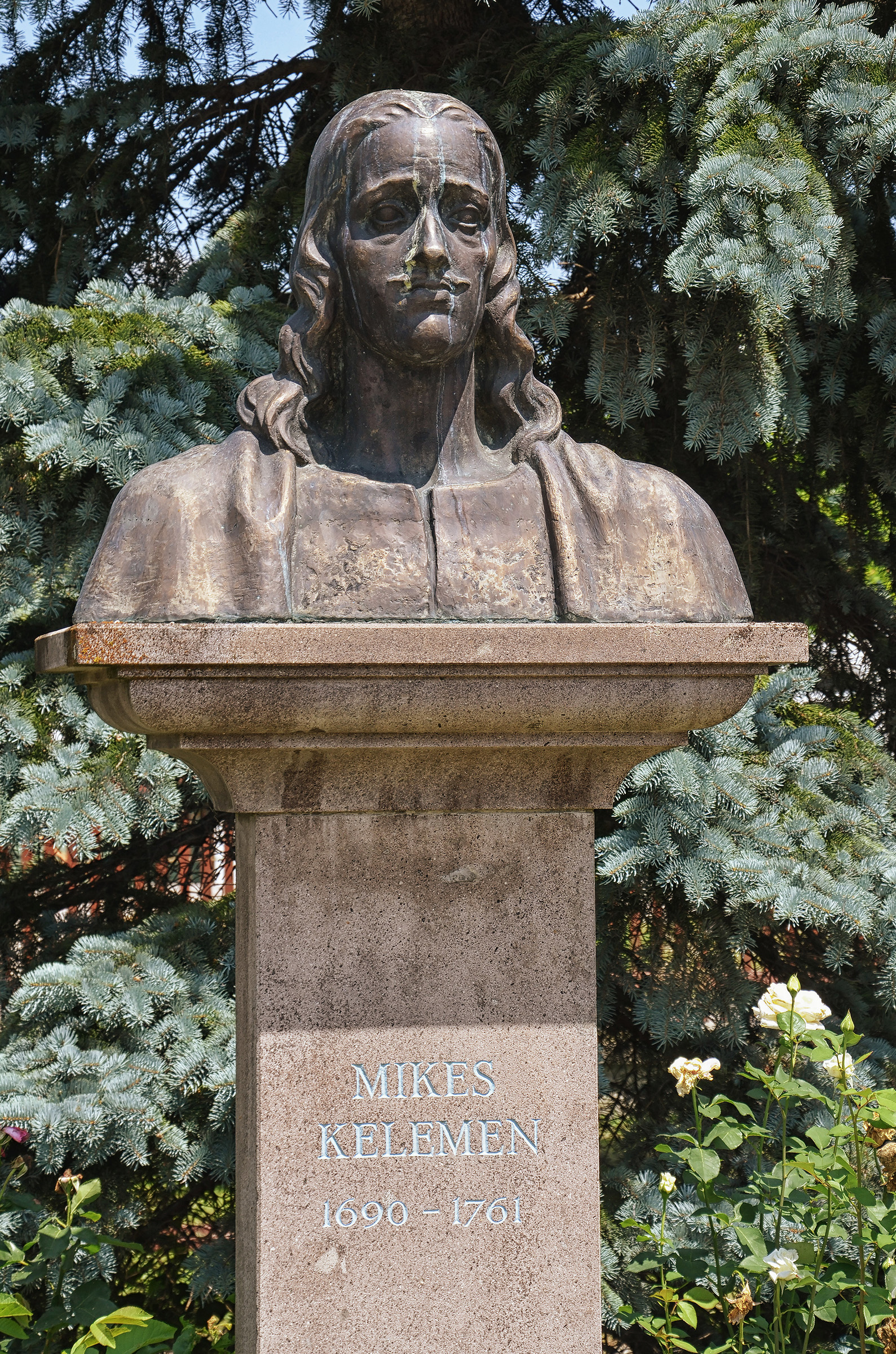
Bustul lui Kelemen Mikes